# Mahmoud Gad
Mahmoud Gad Mahmoud Ahmed (ar. محمود جاد; ur. 1 października 1998 w As-Sinbillawajn) – egipski piłkarz grający na pozycji bramkarza. Jest wychowankiem klubu ENPPI Club.

## Kariera klubowa
Swoją piłkarską karierę Gad rozpoczął w klubie ENPPI Club. 29 listopada 2018 zadebiutował w jego barwach w pierwszej lidze egipskiej w przegranym 1:3 domowym meczu z Al-Masry Port Said.
| Sezon   | Klub       | Kraj  | Rozgrywki                   | Mecze | Gole |
| ------- | ---------- | ----- | --------------------------- | ----- | ---- |
| 2018/19 | ENPPI Club | Egipt | Ad-Dauri al-Misri al-Mumtaz | 5     | 0    |
| 2019/20 | ENPPI Club | Egipt | Ad-Dauri al-Misri al-Mumtaz | 30    | 0    |
| 2020/21 | ENPPI Club | Egipt | Ad-Dauri al-Misri al-Mumtaz | 29    | 0    |

## Kariera reprezentacyjna
W 2020 roku Gad był w kadrze Egiptu na Igrzyska Olimpijskie w Tokio. W 2022 roku został powołany do reprezentacji Egiptu na Puchar Narodów Afryki 2021. Na tym turnieju nie rozegrał żadnego meczu, a z Egiptem wywalczył wicemistrzostwo Afryki.